# Chile F1 Futures
Chile F3 Futures là 1 giải tennis được tổ chức trên mặt sân đất nện ngoài trời. Giải đấu được tổ chức bởi International Tennis Federation (ITF) Futures Tour. Giải thi đấu ở Chile từ năm 1998

## Các trận chung kết

### Đơn nam
| Năm  | Vô địch                   | Á quân                    | Kết quả          |
| ---- | ------------------------- | ------------------------- | ---------------- |
| 2011 | Stefano Travaglia         | Guillermo Rivera-Aranguiz | 6-2, 6-4         |
| 2010 | Guillermo Rivera-Aranguiz | Mauricio Echazú           | 6-2, 4-6, 7-5    |
| 2009 | Jorge Aguilar             | Guillermo Rivera-Aranguiz | 7-6(9), 6-2      |
| 2008 | Jorge Aguilar             | Federico Sansonetti       | 6-2, 6-1         |
| 2007 | Jorge Aguilar             | Damián Patriarca          | 6-3, 3-6, 7-6(8) |
| 2006 | Iván Miranda              | Guillermo Hormazábal      | 6-4, 7-6(4)      |
| 2005 | Juan Martín del Potro     | Thiago Alves              | 6-1, 6-1         |
| 2004 | Lionel Noviski            | Oliver Marach             | 2-6, 6-4, 6-2    |
| 2003 | Marko Neunteibl           | Cha Bo-ram                | 7-6(4), 6-3      |
| 2002 | Cristian Villagrán        | Phillip Harboe            | 7-5, 6-2         |
| 2001 | Không tổ chức             | Không tổ chức             | Không tổ chức    |
| 2000 | Rodrigo Cerda             | Flávio Saretta            | 6-2, 6-2         |
| 1999 | Alexandre Simoni          | Federico Dondo            | 6-2, 6-1         |
| 1998 | Gabriel Keymer            | Hermes Gamonal            | 6-1, 7-5         |

### Đôi nam
| Năm  | Vô địch                                               | Á quân                                                | Kết quả          |
| ---- | ----------------------------------------------------- | ----------------------------------------------------- | ---------------- |
| 2011 | Renzo Olivo Stefano Travaglia                         | Guillermo Rivera-Aranguiz Cristóbal Saavedra-Corvalán | 5-7, 6-3, [10-1] |
| 2010 | Guillermo Hormazábal Rodrigo Perez                    | Max Gaedechens Jorge Montero                          | 6-4, 6-4         |
| 2009 | Guillermo Rivera-Aranguiz Cristóbal Saavedra-Corvalán | Juan-Manuel Valverde Alejandro Kon                    | 7-6(2), 6-3      |
| 2008 | Federico Sansonetti Juan-Pablo Yunis                  | Leonel Alberti Mait Künnap                            | 6-4, 3-6, [10-4] |
| 2007 | Andrés Dellatorre Damián Patriarca                    | Jorge Aguilar Cristóbal Saavedra-Corvalán             | 6-2, 6-2         |
| 2006 | Hermes Gamonal Guillermo Hormazábal                   | Gabriel Moraru Predrag Rusevski                       | 5-7, 6-4, 6-4    |

## Liên kết khác
- ITF search Lưu trữ ngày 12 tháng 2 năm 2010 tại Wayback Machine